# Электромагнитный импульс
Электромагнитный импульс (EMP) — это возмущение электромагнитного поля, оказывающее влияние на любой материальный объект, находящийся в зоне его действия. Поражающий фактор ядерного оружия, а также любых других источников ЭМИ (например, молнии, электрошокера, специального электромагнитного оружия , дуговой электросварки, короткого замыкания в электрооборудовании высокой мощности, или близкой вспышки сверхновой и т. д.). Поражающее действие электромагнитного импульса (ЭМИ) обусловлено возникновением наведённых напряжений и токов в различных проводниках. Действие ЭМИ проявляется, прежде всего, по отношению к электрической и радиоэлектронной аппаратуре. Наиболее уязвимы линии связи, сигнализации и управления. При этом может произойти пробой изоляции, повреждение трансформаторов, порча полупроводниковых приборов и т. п. Высотный ядерный взрыв способен создать помехи в этих линиях на очень больших площадях. Защита от ЭМИ достигается экранированием линий энергоснабжения и аппаратуры. ЭМИ не влияет на людей.